# Павлишин Роман
Павлишин Роман (3 жовтня 1922, с. Чернихів, Тернопільська область — 16 грудня 2019, Мельбурн, Австралія) — архітектор, громадський діяч.

### Життєпис
Роман Павлиш народився 3 жовтня 1922 року у селі Чернихів Тернопільської області. Освіту здобував у 1941—1945 роках у Віденському технічному університеті. У 1946 році у німецькому місті Дармштадті отримав диплом архітектора. Там же у Німеччині у місті Ашаффенбурґ розпочав трудову діяльність за фахом.
У 1948 році разом з дружиною Олександрою переїджають до Австралії й оселяються у місті Брісбені.

### Професійна діяльність
У 1951—1958 роках працював у федеральному, потім у 1958—1964 роках квінслендському міністерствах публічної праці.
У 1964—1967 роках став співвласником фірми «Бек і Павлишин», що здійснила найбільший на той час індустріальний проєкт у Квісленді — Дженерал Моторс Голден в Акація Рідж. У 1967—1985 роках, під час інтенсивного розвитку державного будівництва у Квісленді, керував різними технічними відділами міністерства праці штату. Від 1976 року обіймав посаду директора будівництва. Він запровадив новий тип будівництва і відповідав за проєкти, що змінили архітектурний ландшафт центра Брісбена — квінслендский культурний центр: галерея мистецтв, оперний і концертний театри, музей, державна бібліотека, а також будівлю верховного суду, нові будівлі парламенту. Сприяв підвищенню рівня планування та раціоналізації будівельної галузі країни. Під його керівництвом працювало 400 осіб, річний бюджет складав понад 200 міліонів австралійських доларів. Упродовж багатьох років очолював Палату архітекторів Квінсленда, у 1972—1987 роках був її головою. 1982 року Королівський інститут архітекторів визнав за ним довічне дійсне членство.
У 1961 році Павлишин проєктував українську католицьку церкву святої Покрови, у 1969 Святопокровську церкву УАПЦ. Проєктував іконостаси церкви Пресвятої Богородиці у Брісбені, Івана Хрестителя в Мейлендсі. Займався дослідженням об'ємно-просторового рішення українських храмів Австралії. Результати досліджень були узагальнені у книзі «Українські церкви в Австралії».

### Громадська діяльність
Роман Павлишин мав значний вплив на життя українців у Брісбені. 27 грудня 1949 року була створена Українська громада Квінсленда. Він був її співзасновником та неодноразово вибирався її головою (у 1951—1967 та 1980—1982 роках). Під час його урядування, у 1964 році, було закуплено й розбудовано Народний дім. Сприяв розвитку зовнішних зв'язків громади, підтримував культурно-освітню діяльність, відстоював незалежність громади від партійної політики. Викладав в українській суботній школі імені Лесі Українки. Був співорганізатором і першим головою дирекції кредитної спілки «Єдність». 12 січня 1983 року відбулися її установчі збори. У 1985 році фінансові активи спілки сягли 2 мільйонів доларів, діловодство перейшло на комп'ютерну систему.

#### Пласт
Під час головування Романа Павлишина, Українська громада Квінсленда сприяла заснуванню станиці Пласта. Сам він долучався до діяльності Пласту, у 1967—1976 роках обирався станичним. Неодноразово був комендантом пластових таборів (1968, 1970, 1972 роки). Брав участь майже у всіх крайових пластових з'їздах, двічі був головуючим. 1988 року брав участь у зборах Конференції Українських Пластових організацій в Торонто як член делегації Крайової пластової старшини (КПС) Австралії. У 1987 1991 роках був головою Комісії пластової проблематики при КПС, пізніше Крайової конґресової комісії, яка підготувала матеріали від Австралії до ІІІ Пластового Конґресу. Дописував до «Пластового шляху».

### Родина
Батько — Павлишин Осип-Лев (18.09.1882 — 08.07.1942)—український вчитель, вояк Української галицької армії, громадсько-політичний діяч.
Мати — Павлишин Текля.
Дружина — Павлишин Олександра (до шлюбу Чушак), вчителька музики. У 1967—1976 роках писарка Пласту.
Син — Павлишин Марко австралійський літературознавець, професор і багатолітній куратор українських студій у Школі мов, культур та лінгвістики в університеті Монаша в Мельбурні. Член Австралійської академії гуманітарних наук.
Роман Павлишин залишив меморіальний спадок, який у 2020 році був виданий у Мельбурн окремою книгою"Спогади". Видання обсягом 245 сторінок тексту містить інформацію про осіб, факти, події українською та англійською мовами, має чимало світлин. Працюючи над спогадами Роман Павлишин зауважував, що в основному додержувався харківського правопису і користувався словником Голоскевича. Між тим схильний вжити для публікації сучасний правопис, який буде більш звичним для сучасного читача.